# Молодіжна збірна Кіпру з футболу
Молодіжна збірна Кіпру з футболу (грец. Εθνική Κύπρου U21 (ποδόσφαιρο ανδρών)) — національна футбольна збірна Кіпру гравців віком до 21 року (U-21), яка підпорядкована Кіпрській федерації футболу.

## Виступи на чемпіонатах Європи
| Фінальний раунд | Фінальний раунд         | Фінальний раунд         | Фінальний раунд         | Фінальний раунд         | Фінальний раунд         | Фінальний раунд         | Фінальний раунд         |                         | Кваліфікаційний раунд | Кваліфікаційний раунд | Кваліфікаційний раунд | Кваліфікаційний раунд | Кваліфікаційний раунд | Кваліфікаційний раунд | Кваліфікаційний раунд |
| Рік             | Раунд                   | І                       | В                       | Н                       | П                       | МЗ                      | МП                      | І                       | В                     | Н                     | П                     | МЗ                    | МП                    | Різ                   |                       |
| --------------- | ----------------------- | ----------------------- | ----------------------- | ----------------------- | ----------------------- | ----------------------- | ----------------------- | ----------------------- | --------------------- | --------------------- | --------------------- | --------------------- | --------------------- | --------------------- | --------------------- |
| 1980            | Не пройшли кваліфікацію | Не пройшли кваліфікацію | Не пройшли кваліфікацію | Не пройшли кваліфікацію | Не пройшли кваліфікацію | Не пройшли кваліфікацію | Не пройшли кваліфікацію | Не пройшли кваліфікацію | 4                     | 0                     | 2                     | 2                     | 1                     | 5                     | −4                    |
| 1982            | Не пройшли кваліфікацію | Не пройшли кваліфікацію | Не пройшли кваліфікацію | Не пройшли кваліфікацію | Не пройшли кваліфікацію | Не пройшли кваліфікацію | Не пройшли кваліфікацію | Не пройшли кваліфікацію | 4                     | 1                     | 0                     | 3                     | 4                     | 7                     | −3                    |
| 1984            | Не пройшли кваліфікацію | Не пройшли кваліфікацію | Не пройшли кваліфікацію | Не пройшли кваліфікацію | Не пройшли кваліфікацію | Не пройшли кваліфікацію | Не пройшли кваліфікацію | Не пройшли кваліфікацію | 6                     | 0                     | 0                     | 6                     | 4                     | 14                    | −10                   |
| 1986            | Не пройшли кваліфікацію | Не пройшли кваліфікацію | Не пройшли кваліфікацію | Не пройшли кваліфікацію | Не пройшли кваліфікацію | Не пройшли кваліфікацію | Не пройшли кваліфікацію | Не пройшли кваліфікацію | 6                     | 0                     | 2                     | 4                     | 3                     | 13                    | -10                   |
| 1988            | Не пройшли кваліфікацію | Не пройшли кваліфікацію | Не пройшли кваліфікацію | Не пройшли кваліфікацію | Не пройшли кваліфікацію | Не пройшли кваліфікацію | Не пройшли кваліфікацію | Не пройшли кваліфікацію | 6                     | 1                     | 0                     | 5                     | 4                     | 18                    | −14                   |
| 1990            | Не пройшли кваліфікацію | Не пройшли кваліфікацію | Не пройшли кваліфікацію | Не пройшли кваліфікацію | Не пройшли кваліфікацію | Не пройшли кваліфікацію | Не пройшли кваліфікацію | Не пройшли кваліфікацію | 4                     | 0                     | 1                     | 3                     | 0                     | 3                     | −3                    |
| 1992            | Не пройшли кваліфікацію | Не пройшли кваліфікацію | Не пройшли кваліфікацію | Не пройшли кваліфікацію | Не пройшли кваліфікацію | Не пройшли кваліфікацію | Не пройшли кваліфікацію | Не пройшли кваліфікацію | 6                     | 1                     | 1                     | 4                     | 3                     | 15                    | −12                   |
| 1994            | Не пройшли кваліфікацію | Не пройшли кваліфікацію | Не пройшли кваліфікацію | Не пройшли кваліфікацію | Не пройшли кваліфікацію | Не пройшли кваліфікацію | Не пройшли кваліфікацію | Не пройшли кваліфікацію | 8                     | 0                     | 0                     | 8                     | 4                     | 21                    | −17                   |
| 1996            | Не пройшли кваліфікацію | Не пройшли кваліфікацію | Не пройшли кваліфікацію | Не пройшли кваліфікацію | Не пройшли кваліфікацію | Не пройшли кваліфікацію | Не пройшли кваліфікацію | Не пройшли кваліфікацію | 10                    | 3                     | 1                     | 6                     | 10                    | 25                    | −15                   |
| 1998            | Не пройшли кваліфікацію | Не пройшли кваліфікацію | Не пройшли кваліфікацію | Не пройшли кваліфікацію | Не пройшли кваліфікацію | Не пройшли кваліфікацію | Не пройшли кваліфікацію | Не пройшли кваліфікацію | 8                     | 3                     | 1                     | 4                     | 16                    | 15                    | +1                    |
| 2000            | Не пройшли кваліфікацію | Не пройшли кваліфікацію | Не пройшли кваліфікацію | Не пройшли кваліфікацію | Не пройшли кваліфікацію | Не пройшли кваліфікацію | Не пройшли кваліфікацію | Не пройшли кваліфікацію | 8                     | 1                     | 3                     | 4                     | 7                     | 18                    | −11                   |
| 2002            | Не пройшли кваліфікацію | Не пройшли кваліфікацію | Не пройшли кваліфікацію | Не пройшли кваліфікацію | Не пройшли кваліфікацію | Не пройшли кваліфікацію | Не пройшли кваліфікацію | Не пройшли кваліфікацію | 8                     | 3                     | 0                     | 5                     | 9                     | 17                    | −8                    |
| 2004            | Не пройшли кваліфікацію | Не пройшли кваліфікацію | Не пройшли кваліфікацію | Не пройшли кваліфікацію | Не пройшли кваліфікацію | Не пройшли кваліфікацію | Не пройшли кваліфікацію | Не пройшли кваліфікацію | 8                     | 5                     | 0                     | 3                     | 12                    | 5                     | +7                    |
| 2006            | Не пройшли кваліфікацію | Не пройшли кваліфікацію | Не пройшли кваліфікацію | Не пройшли кваліфікацію | Не пройшли кваліфікацію | Не пройшли кваліфікацію | Не пройшли кваліфікацію | Не пройшли кваліфікацію | 8                     | 0                     | 1                     | 7                     | 2                     | 17                    | -15                   |
| 2007            | Не пройшли кваліфікацію | Не пройшли кваліфікацію | Не пройшли кваліфікацію | Не пройшли кваліфікацію | Не пройшли кваліфікацію | Не пройшли кваліфікацію | Не пройшли кваліфікацію | Не пройшли кваліфікацію | 2                     | 0                     | 0                     | 2                     | 0                     | 3                     | −3                    |
| 2009            | Не пройшли кваліфікацію | Не пройшли кваліфікацію | Не пройшли кваліфікацію | Не пройшли кваліфікацію | Не пройшли кваліфікацію | Не пройшли кваліфікацію | Не пройшли кваліфікацію | Не пройшли кваліфікацію | 8                     | 2                     | 0                     | 6                     | 9                     | 15                    | −6                    |
| 2011            | Не пройшли кваліфікацію | Не пройшли кваліфікацію | Не пройшли кваліфікацію | Не пройшли кваліфікацію | Не пройшли кваліфікацію | Не пройшли кваліфікацію | Не пройшли кваліфікацію | Не пройшли кваліфікацію | 8                     | 2                     | 0                     | 6                     | 8                     | 13                    | −5                    |
| 2013            | Не пройшли кваліфікацію | Не пройшли кваліфікацію | Не пройшли кваліфікацію | Не пройшли кваліфікацію | Не пройшли кваліфікацію | Не пройшли кваліфікацію | Не пройшли кваліфікацію | Не пройшли кваліфікацію | 10                    | 4                     | 0                     | 6                     | 16                    | 20                    | −4                    |
| 2015            | Не пройшли кваліфікацію | Не пройшли кваліфікацію | Не пройшли кваліфікацію | Не пройшли кваліфікацію | Не пройшли кваліфікацію | Не пройшли кваліфікацію | Не пройшли кваліфікацію | Не пройшли кваліфікацію | 8                     | 2                     | 0                     | 6                     | 7                     | 21                    | −14                   |
| 2017            | Не пройшли кваліфікацію | Не пройшли кваліфікацію | Не пройшли кваліфікацію | Не пройшли кваліфікацію | Не пройшли кваліфікацію | Не пройшли кваліфікацію | Не пройшли кваліфікацію | Не пройшли кваліфікацію | 8                     | 1                     | 1                     | 6                     | 4                     | 19                    | −15                   |
| 2019            | Не пройшли кваліфікацію | Не пройшли кваліфікацію | Не пройшли кваліфікацію | Не пройшли кваліфікацію | Не пройшли кваліфікацію | Не пройшли кваліфікацію | Не пройшли кваліфікацію | Не пройшли кваліфікацію | 10                    | 2                     | 1                     | 7                     | 8                     | 23                    | −15                   |
| 2021            | Не пройшли кваліфікацію | Не пройшли кваліфікацію | Не пройшли кваліфікацію | Не пройшли кваліфікацію | Не пройшли кваліфікацію | Не пройшли кваліфікацію | Не пройшли кваліфікацію | Не пройшли кваліфікацію | 9                     | 2                     | 1                     | 6                     | 8                     | 24                    | −16                   |
| 2023            | Не пройшли кваліфікацію | Не пройшли кваліфікацію | Не пройшли кваліфікацію | Не пройшли кваліфікацію | Не пройшли кваліфікацію | Не пройшли кваліфікацію | Не пройшли кваліфікацію | Не пройшли кваліфікацію | 10                    | 3                     | 2                     | 5                     | 16                    | 16                    | 0                     |
| 2025            | Не пройшли кваліфікацію | Не пройшли кваліфікацію | Не пройшли кваліфікацію | Не пройшли кваліфікацію | Не пройшли кваліфікацію | Не пройшли кваліфікацію | Не пройшли кваліфікацію | Не пройшли кваліфікацію | 8                     | 1                     | 2                     | 5                     | 7                     | 23                    | −16                   |
| Разом           | 0/24                    |                         |                         |                         |                         |                         |                         |                         | 175                   | 37                    | 19                    | 119                   | 162                   | 370                   | −208                  |